# Камен у жучној кеси
Камен у жучној кеси, камен у жучи, холелитијаза појава је чврстих или трошних агломерација (накупина кристала растворених минерала у жучи) у облику камена, каменова или песка. Камен у жучној кеси производ је мултифакторијалног процеса који се састоји од: социо-економских, генетичких и конституционалних чинилаца. Од ове болести није поштеђено становништво ниједног географског подручја, етничка група, нити једно животно доба од постанка човечанства. Клинички, најманифестнији је између четврте и шесте деценије живота, чешће код жена и особа које имају проблема са прекомерном телесном тежином.
Камен у жучној кеси обично спонтано напушта тело кроз жучовод. Међутим ако његова величина нарасте и формира релативно велику формацију (пречника више милиметара), настаје опструкција-зачепљење цистичног канала, заједничких жучних путева, канала гуштераче или ватерове ампуле, што има за последицу застој у излучивању жучи из жучне кесе, појаву јаких једностраних болова (билијарних колика) у горњем делу трбуха испод десног ребарног лука, који зраче позади у леђа, и друге симптоме са преваленцом од ....
Присуство камена у жучи и жучној кеси може довести до акутног холециститиса, инфламаторног стања које настаје као последица задржавања жучи у жучној кеси на коју се надовезује секундарне инфекције од стране цревних микроорганизмима, претежно Ешерихије, Клебсијеле, Ентеробактера, и других врста бактерија. Код запуштених, нелечених, облика ове болести могу настати озбиљне компликација попут упала гуштераче, упале трбушне марамице и сепсе. Било које од наведених компликација може угрозити живот болеснику, што захтева хитну медицинску помоћ.

## Историја
Болести билијарног тракта сматрају се старим колико и човечанство. Прва сазнања о њима датирају још из 2000. године п. н. е. када су Вавилонци врло прецизно описали жучну кесу, јетрене водове и цистикус. Међутим болест је први детањно описао фирентински патолог 1507. године.
Крајем 18. века, први пут у историји медицине, извршен је планирани оперативни захват одстрањења каменца (калкулуса) из жучне кесе и тим чином постављен темељ будућој билијарној хирургији.
Године 1882. Langenbuch је извршио холецистектомију у једном акту и поставио врло важан принцип: жучна кеса треба да се одстрани не зато што садржи каменац, већ зато што их и формира. Од тада је као искључива метода лечења каменаца жучне кесе важила отворена холецистектомија.
Захваљујући, пре свега, ултразвучној дијагностици, данас се холелитијаза све чешће дијагностикује и у дечјем узрасту.
Калкулоза билијарног тракта, у савременој медицини 21. века, сматра се једним од најчешћих обољења, а операције због ове болести спадају међу најчешће операције у хирургији. О овоме сведочи чињеница да се годишње у свету уради преко 1,5 милиона холецистектомија због одстрањења камена у жучној кеси.
Захваљујући развоју технологије у другој половини 20. века дошло је до стварања модерне ендоскопске хирургије, тзв. минималне инвазивне хирургије, засноване на класичним хируршким принципима и новим технолошким решењима. Године 1985. Miiche из Боблигена први урадио лапароскопску холецистектомију, која иако објављена, остала је незапажена и непозната у многим медицинским круговима.
Mouret  из Лиона 1987. године извршио је своју прву лапароскопску холецистектомију која је, иако урађена кришом и никада публикована, ипак ушла у историју хирургије (Сабистон, 1997).
Тако је лапароскопска холецистектомија, као нова оперативна техника, с краја 20. века прихваћена позитивно од стране пацијената и поштујући принципе које је поставио Langenbuch, уз минималну трауму, коначно је освојила и академске хируршке кругове широм света.

## Основни појмови
Жуч
Жуч је течност жућкасто-зелене боје која се највећим делом састоји од воде, холестерола, жучних соли (жучних киселина), пигмената и вишка холестерола (који се преко жучи одстрањује из организма). Иако жуч не садржи ензиме, она омогућава варење масти, тако што врши њихову емулзију (разбија их на ситне капљице).
Жучна колика
Жучна колика је висцерални бол код којег се болни надражај преноси двема врстама нервних путева до соматских и вегетативних центара у нервном систему. Када постоје каменови у жучној кеси или када је она запаљена, аферентна живчана влакна са жучне кесе иду преко десног и левог спланхничког живца до задњих коренова седмог и осмог грудног сегмента.
Колика није само једноставан осећај бола већ и емоција. Она је и знак који упозорава на опасност и драгоцени је сигнал у заштити виталних функција организма. По свом интензитету, јако изражени болови код жучне колике спадају међу најјаче болове у медицини уопште.
Што је бол јачи утолико се болесник жали да је већа зона у којој се бол осећа.
Са становишта клиничара колика се дефинише и као бол који настаје услед грча (спазма) глатких мишићних ћелија зида жучне кесе и жучних путева. На основу интензитета спазма глатких мишића колике које прате опструкцију нпр. код покретљивог камена у жучним каналима могу бити различитог интензитета, што зависи од односа између величине камена и промера каналикуларног система, са једне стране, и покретљивости камена, са друге стране.

## Анатомија и физиологија жучне кесе
Жучна кеса (лат. vesica fellea) је шупљи орган, крушколиког облика, дужине 8–11 cm, смештен са доње стране десног јетреног режња. У жучној кеси налази се око 50 ml жучи, која из ње излази, када храна која доспе у дигестивни тракт, изврши стимулацију лучења холецистокинина. Хормон, холецистокинин скупља жучну кесу и тако потискује жуч кроз жучни канал у дванаестопалачно црево, где се она меша са кашом. Када нема каше, један залистак у жучном каналу, који се назива Одијев сфинктер, остаје затворен и жуч остаје у жучној кеси.
Основна функција жучне кесе је да служи као резервоар и концентратор жучи која се ствара у јетри. Јетра непрекидно лучи жуч (независно од варења), која напушта јетру кроз јетрин одводни канал (лат. ductus hepaticus), а потом кроз жучни канал (лат. ductus choledochus) једним делом иде директно у дванаестопалачно црево а другим делом преко цистичног канала (лат. ductus cysticus) у жучну кесу.
Жучна кеса хомогенизује и концентрише жуч, „одузимањем“ вода. На овај начин она постаје концентрованија тј. три до четири пута гушћа од оне која долази из јетре и тиме способнија за разградњу унесене хране.
Жуч се у дванаестопалачно црево испушта по потреби, грчењем жучне кесе при варењу, не само масне хране, већ и при конзумирању било које врсте хране, па чак и воде.
Ако нема варења, лучењем жучи регулише, Одијев сфинктер (смештен у зиду дванаестопалачног црева), који се затвори па жуч мора назад у жучну кесу где се врши њено складиштење, до следећег процеса варења хране.

## Епидемиологија
Преваленца холелитијазе зависи од бројних етиолошких фактора, укључујући и етничку припадност, пол, коморбидитет и генетику.
Морбидитет
На глобалном нивоу од жучних камена болује 10% – 20% одраслих особа старијих од 40 година. Међутим, само од 1% – 3% жали се на симптоме. У многољудним и развијеним земљама као што су нпр. Сједињене Америчке Државе, око 20 милиона људи (10-20% одраслих) има жучни камен у свом билијарном тракту.
Сваке године код 1 – 3% становника развије са жучни камен, који у око 1 – 3% случаја постаје и клинички манифестан. Сваке године, у Сједињеним Америчким Државама, код око 500.000 пацијената јављају се знаци, симптоми или компликације камена у жучној кеси и жучним путевима који захтевају холецистектомију.
Шведска епидемиолошка студија показала је да је учесталост жучних каменаца, на годишњем нивоу, око 1,39 на 100 особа.
Морталитет
Камена у жучној кеси одговоран је за око 10.000 смртних случајева годишње, само у Сједињеним Америчким Државама.
Око 7.000 смртних исхода може се приписати акутном облику холециститиса насталом као компликација акутног панкреатитиса изазваног каменом у жучи.
Око 2.000-3.000 смрти узрокован је раком жучне кесе (код кога је у 80% случајева утврђено присуство камена у жучној кеси са хроничним холециститисом).
Иако је вађење камена из жучне кесе и жучних путева релативно безбедна хируршка метода, холецистектомија има и ретке компликације које могу довести до неколико стотина смртних случајева, сваке године.
Полне разлике
Камен у жучној кеси и жучним путевима чешће се јавља код жена него код мушкараца. Учесталост камена у жучи код жена је 2 до 3 пута већа него код мушкараца.
У једној италијанској студији, утврђено је да је 20% жена и 14% мушкараца имало камен у билијарном тракту.
Код жена је вероватно већи ризик за појаву жучних каменаца зато што је у њиховом организму естроген стимулише јетру да преко жучи уклања више холестерола из крви.
Такође у трудноћи већа је вероватније да ће труднице са каменцима у жучи имати симптоме. Из бројних студија (у последњих 70 година) евидентно је да ако се од број жена које су биле у трудне, одузме укупан број осталих жена са калкулозом, тај број је приближно једнак броју мушкараца. Наиме приближно на сваких пет болесника са обољењем жучне кесе, њих четворо су жене, а један мушкарац, а од те четири жене три су биле трудне а једна не.
Повећани ризик од стварања камена у жучи примећен је и код жена које узимају оралне контрацептиве и код оних које користе естрогенску замену терапије након менопаузе.
Велика је вероватноћа да ће се жучни каменци развити код мушкараца и жена са превеликом телесном масом или гојазних и оних који користе храну богату засићеним мастима и рафинисаним шећером.
Старост
Жучни каменци се појављују код скоро 25% жена до доби од 60 година и до 50% до доби од 75 година. Око 20% мушкараца има жучне каменце до навршених 75 година живота.
У једној данској студији преваленца камена у жучи код особа старости од 30 година била је 1,8% за мушкарце и 4,8% за жене; а код особа узраста од 60 година 12,9% за мушкарце и 22,4% за жене.
Болест жучних каменаца је релативно ретка код деце. Након 15 година старости, преваленција жучних каменаца код америчким жена повећава се за око 1% годишње; код мушкараца, стопа је мања, око 0,5% годишње.
На основу бројних студија може се закључити да се камен у жучи и даље највише формира током одраслог животног доба, са највећом учесталошћу у поодмаклом добу. Учесталост холелитијазе код жена опада са појавом менопаузе, али се код мушкараца и жена са старошћу наставља пораст стопе од око 0,4% годишње до позног животног доба.
Расне и територијалне разлике
Учесталост камена у жучи је највиша код болесника пореклом са севера Европе, хиспано и индијанске популацијом. Учесталост камена у жучи је нижа у азијата и афроамериканаца.

## Етиопатогенеза
Нормална жуч се састоји од жучних соли (углавнох холна и хенодеоксихолна киселина), на коју отпада 70% укупног волумена жучи, затим фосфолипида (лецитин), око 22% волумена, холестерола 4%, билирубина 0,3% и близу 3% осталих протеинских фракција.
Каменчићи у жучној кеси примарно се разврставају на холестеролске, билирубинске и мешовите:
Холестеролски каменчићи
Од 75% до 80% жучних каменаца ствара се из холестерола, који иако није јако растворљив, како би остао диспергован у течности, мора бити у одговарајућој равнотежи са жучним солима.
Ако јетра излучује превише холестерола у жуч, и ако жуч заостаје у жучној кеси ствара се муљ због презасићења жучи солима. У таквим условима, због нарушене равнотеже, холестерол почиње се таложити ван раствора жучи и агломерацијом накупина кристала створити жучне каменце.
Билирубински каменчићи
Билирубински каменци су изразито црне или смеђе боје и састоје се највећим делом од калцијум билирубината, материје која се ствара разградњом хемоглобина у крви. Заступљени су 10% до 15% у укупном броју. Често се стварају у жучној кеси особа са урођеном или стеченом хемолитичком анемијом или цирозом.
Мешовити каменчићи
Мешовити каменци су браон боје. Њихове формације чини мешавина пигментних и холестеролских каменаца. Веома су ретки у Европи, а чести у Африци и на Далеком истоку.
| Узрок                               | Чиниоци |
| ----------------------------------- | --- |
| Варирање телесне тежине             | - Губљење телесне тежине дијетом - Враћање изгубљене телесне тежине прекомерном исхраном |
| Лекови                              | - Лекови за снижење холестерола (гемфиброзил и клофибрат). Лекови смањују ниво холестерола у крви али истовремено повећавају количину која се излучује у жуч, што повећава ризик за настанак жучног камена. |
| Застој у протоку жучи               | - Гладовање, - Трудноћа - Интравенска исхрана |
| Генетски фактори                    | - Гени МДР–3 класе |
| Цироза јетре                        | - Посебно пигменти облик цирозе |
| Хроничне болести и други поремећаји | - Шећерна болест, код које болест жучне кесе може напредовати брже због пратећих тежих инфекција. - Кронова болест - Литогена јетра - Лењ колон - Крива холециста (жучна кеса)                              |

Жучни каменци могу бити различитог облика и величине, у распону од неколико милиметара до неколико центиметара.
У било ком тренутку, а најчешће после масног оброка, каменци се могу покренути и заглавити у воду жучне кесе, који води од ње до главног жучовода, и изазвати напад бола (билијарна колика), инфекцију и упалу зида жучне кесе (холециститиа) или све заједно.
Око 15% особа са каменцима у жучној кеси може имати каменце и у заједничком жучном воду (холедохолитијаза), који ако савладају отпор ватерове ампуле, могу понекад прећи у танко црево.

## Клиничка слика
Већина каменаца у жучној кеси не даје никакве клиничке симптома и по више година. Ови каменци се називају неми или тихи и најчешће се откривају случајно у току других рутинских прегледа, и не захтевају никакво лечење, изузев хигијенско дијететског режима исхране.
Симптоми од стране камена у жучној кеси најчешће се јављају када њихова величина постане већа од 8 mm.
Класични клинички симптому жучних каменаца су:
Бол
Бол је најчешће по типу колике (у виду чупања и грчева) и појачава се након 30 минута. Обично се јавља након масног оброка и локализован је испод десног ребарног лука, али може да се шири у десно раме, или између лопатица.
Болови се најчешће јављају ноћу и појачавају се приликом дубоког удисаја, или на притисак испод десног ребарног лука (Марфијев карактер бола)
Мучнина, гађење, повраћање
Чест су пратилац бола
Губитак апетита, надимање, пролив
Чест су пратилац бола, и удружени су са мучнином, гађењем и повраћањем

## Дијагноза
Камен у жучној кеси често се прво манифестује епизодама акутних билијарних колика или грчева. Болест обично почиње; карактеристичним болом типичне локализације, који могу да прате симптоми мучнине, повраћања и благо повишене телесне температуре. Како је клиничка слика често атипична (и дуги низ година асимптоматска), дијагнозе треба да буде подржана многим клиничким испитивањима, лабораторијским и другим тестовима и одговарајућим имиџинг (радиолошким) методама, која ће омогућити брзо постављање дијагнозе и доношење одлуке о конзервативном приступу лечењу или разматрању примене других минимално инвазивних или инвазивних метода лечења.

### Основна испитивања
У основна клиничка испитивања спадају; узимање исцрпна историја болести и физикални преглед по органским системима.

#### Историја болести
Историју болести увек треба започети анамнезом, и у њој утврдити присуство карактеристичних симптома за ову болест (билијарне колике, промене у изгледу столице, промене у изгледу болесника).

#### Физикални преглед
У физикалном прегледу посебна пажња обраћа се на:
- Изглед болесника
- Појаву отока и високе температуре
- Болну осетљивост на палпацију испод десног ребарног лука
- Палпаторне знаке увећања жучне кесе

### Допунска испитивања
У допунска испитивања спадају: лабораторијски тестови и радиолошке сликовне методе.

#### Лабораторијска испитивања
У лабораторијским налазима холестеринске каменце прати хиперлипидемија а пигментне каменце прати хипербилирубинемија.
pigmentne kamence prati hiperbilirubinemija

#### Радиолошка испитивања
Рутинске радиолошка испитивања подразумевају:
Перорална холецистографија
Ова радиолошка метода испитивања билијарног тракта скоро је сасвим избачена из употребе као застарела метода. Ако се ипак врши радиолошко испитивања билијарног тракта, уз примену контрастног средстава, то не треба радити код болесника: са алергијом на контрастна средства, серумским креатинином >200 µmol/l, мијеломатозе и лечења метформином.
Ултразвучни преглед (ултрасонографија)
Ултразвучни преглед билијарног тракта је неинвазивна метода прегледа који се заснива на звучним таласима високе фреквенце који пролазе кроз ткиво јетре и жучних путеве различитим брзинама, а потом враћају ка сонди и визуелизују на екрану монитора.
Ако је камење мале величине оно се понекад може превидети, што не искључује примену холецистографије.
Ултрасонографија се сматра и најбољим обликом и методом избора за снимања особе код којих се избегава радијационо зрачење, на пример труднице и деца.
Компјутеризована томографија
Предност ове методе за откривање болести жучних путева је кратко трајање, а мана излагање зрачењу. Предности скенерске дијагностике се огледају у могућности процене структура које окружују жучне путеве. Ово је нарочито важно ако су малигни тумори у питању, јер нам најчешће омогућава процену степена ширења малигног обољења.
Примена компјутеризоване 3Д томографије омогућава снимање структура јетре и жучних путева у тродимензионалној пројекцији, па се препоручује код сумња на камен жучним путевима или код особа код којих се не могу применити јодна контрастна средства.
Магнетна резонанца
Ова дијагностичка метода изузетно је поуздана за визуелизацију жучних путева. моменат који намеће примену ове дијагностичка метода, је дијагностичка недоумица о озбиљним патолошким променама, најчешће код сумње на туморске процесе.
Недостаци ове методе су ти што преглед траје дуго, захтева сарадњу пацијента, јако је скуп и недоступан је у свим здравственим центрима.
Ендоскопске ретроградне холангиопанкреатографија
Када не могу да се избегну инвазивне дијагностичке методе, најбоље је применити ендоскопске ретроградне холангиопанкреатографија (ЕРЦП). Овом методом се ендоскопом преко дванаестопалачног црева улази у жучне путеве. На тај начин се визуелизују жучни путеви и изводни канал панкреаса.
Ендоскопија је корисна јер истовремено са прегледом може да се уради интервенција. Најчешће се на тај начин ваде ситни жучни каменчићи, третирају бенигне лезије, или промене близу дванаестопалачног црева.
Перкутана холангиографија
Ако се сумња на малигно обољење или неку промену која није из самих жучних путева, онда се најчешће одлучује за инвазивни приступ кроз кожу - перкутаном трансхепатичном холангиографијом. Овом методом добијамо информације о стању жучних путева унутар и ван јетре.
Метода се изводи тако што се до жучних путева (унутар самог ткива јетре) долази кроз кожу, између ребара (најчешће), јако танком, атрауматском иглом. Перкутана холангиографија се ради у локалној анестезији у болничким условима.
Перкутана холангиографијај најчешћеје уводна метода за даље интервентне радиолошке процедуре које могу да се изводе перкутаним приступом, као што су дренаже билијарних путева, или пласирање билијарних протеза.

## Диференцијална дијагноза
У коначном постављању дијагнозе диференцијално дијагностички треба имати у виду следеће болести са сличном клиничком сликом:
- Упала слепог црева
- Упала жучних путева (ограничена)
- Тумори жучних путева
- Холангиокарцином
- Упала жучне кесе (холециститис)[22]
- Рак жучне кесе
- Гастритис и улкусна болест
- Гастроентеритис
- Рак гуштераче
- Акутна упала гуштераче

## Терапија
Третман жучних каменаца зависи од стадијум болести. Тако акутни облик камена у жучи са пратећим компликација (опструктивна жутица, супративен холангитис, емпијем или гангрена жучне кесе, ентеробилијарна фистуле, илеус изван каменцем) треба третирати у што краћем року након појаве симптома.
Како пацијенти са холелитијазе често имају и друге болести (као што су пептички улкус, гастроезофагеална рефлуксна болест, нетолеранција на лактозу, целијакија, функционална диспепсија, синдром иритабилног црева, панкреатитис, или рак), код било ког од наведених симптом пре почетка лечења, пре свега хируршког, потребно је урадити лабораторијске и имиџинг тестове.
У идеалним случајевима, мере превенције могу да спречи формирање камена у жучи, иако је тренутно, ова опција јако ограничен на свега неколико посебних околности.
Лечење асимптоматских облика
Асимптоматски облик камен у жучи не захтева хируршки третман, јер он представља тежи ризик од потенцијалне користи (јер су компликације 1:500). Холецистектомија код асимптоматских каменаца у жучи може бити наоходна једино у следећих пацијената:
- са великим каменом у жучи (>2 cm у пречнику);
- са нефункционалном или калцификованом (порцеланском) жучном кесом, због високог ризика од карцинома жучне кесе;
- са повредом кичмене мождине или сензорном неуропатијом, које утичу на трбух;
- са анемијом српастих ћелија код којих разлика између болне кризе и холециститиса може бити јако тешка.

Лечење симптоматских облика
Симптоматске облике треба лечити прво медикаментно:
- Нестероидним антиреуматицима и другим анелгетицама, треба лечити билијарне колике, и. тиме постићи неосетљивости на бол. Вештина лечења колика подразумева избор једног или више лекова и / или нефармаколошких средстава, која ће обезбедити максималу ефикасност уз минималне нежељене ефекте за сваког пацијента понаособ. Међу пацијентима постоје разлике како у перцепцији бола тако и у одговору на терапију. При избору аналгетика потребно је дати најбезбеднији ефикасан лек, дати најмању ефикасну дозу и избегавати клинички значајне интеракције са другим лековима.[25][26]
- Антибиотицима, у трајању од 5 до 7 дана, треба лечити пратећи запаљењски процес (акутни холециститис)
- Оралном применом жучних соли (урсодиол), која може бити успешна код каменаца < 1 cm. Терапија жучним солима можра се спроводити према потреби, која може бити и дужа од 6 месеци. Стопа успешности ове терапије је мања од 50%.

Камен у жучној кеси се дефинитивно лечи хируршким методама, класичном или лапароскопском холецистектомијом.

## Прогноза
Мање од половине болесника са каменом у жучи постају асимптоматични, мада се код око 25% пацијената са асимптоматским жучним каменцима симптоми могу развити у року од 10 година.
Стопа смртности код особа лечених холецистектомијом је 0,5% са морбидитетом мањим од 10%. Стопа смртности код особа са холецистектомијом је 3-5% са морбидитетом од 30-50%.
Након холецистектомије, камење се може поново створити у жучној кесици.
Код око 10-15% болесника камен у жучној кеси (холелитијаза) повезана је са холедохолитијазом, као једном од њених компликација. Прогноза код пацијената који истовремено имају и холедохолитијазу зависи од присуства тежих компликација. Од свих пацијената који одбијају операцију или су неспособни да се подвргне операцији камена у жучи, 45% њих је без симптома холедохолитијазе, док се код 55% болесника упоредно са њом јавља и холедохолитијазе са различитим степеном компликација.